# Wyścig szczurów
Wyścig szczurów (ang. rat race) to określenie pozbawionej sensu, bezwartościowej i niekończącej się pogoni (najczęściej wyczerpującego wysiłku współczesnych ludzi, dążących do osiągnięcia materialnego i zawodowego sukcesu).
Absorbująca praca zawodowa (najczęściej dla pracodawcy i w zespole) jest często uważana za „wyścig szczurów”, ponieważ rzadko jest właściwie doceniana i wynagradzana. Dla wielu pracodawców normą stało się ciągłe podwyższanie wymagań wobec pracowników, aby zwiększyć wydajność pracy. Częstym zjawiskiem jest stres związany z pracą i niezapłacone godziny nadliczbowe. Wielu socjologów uważa, że czynności związane z pracą zarobkową (nie tylko sam czas pracy, lecz także czas konieczny na dojazd do i powrót z miejsca pracy) zajmują w życiu współczesnego mieszkańca krajów rozwiniętych tak dużą ilość czasu, że mało zostaje go dla rodziny (coraz mniej cenionej) oraz korzystania ze zdobyczy cywilizacji i wyższego poziomu życia. Faktem jest, że od połowy XIX w. przeciętny mieszkaniec kraju uprzemysłowionego poświęca więcej czasu na działalność zarobkową niż we wcześniejszych epokach historycznych. Stąd wolne zawody są na ogół uznawane za bardziej satysfakcjonujące. Częstym zjawiskiem jest brak zadowolenia z pracy i ograniczona możliwość korzystania z jej rezultatów. 
W XX wieku pojawiło się wiele zjawisk społecznych, określanych jako „ucieczka z wyścigu szczurów”:
- przenoszenie się „warstwy średniej” społeczeństwa z miast na dalekie przedmieścia i na wieś, aby korzystać z lepszych warunków życia. To zjawisko doprowadziło do powstania gigantycznych „zielonych” przedmieść wokół Londynu, Paryża lub Nowego Jorku.
- porzucenie pracy dla znacznie mniej dochodowego zasiłku lub renty
- zmiana absorbującej i stresującej pracy na inną, mniej wymagającą, nawet gorzej płatną
- zmiana miejsca pracy, aby skrócić czas dojazdu do i powrotu z niej
- praca w domu (np. przy komputerze lub chałupnictwo)
- dobrowolne ograniczenie własnych potrzeb oraz poziomu życia (np. rezygnacja z samochodu)

## Cytaty
Zasugerowano, aby ta sekcja została przeniesiona do Wikicytatów.
- Problemem w wyścigu szczurów jest to, że nawet jeżeli wygrasz, to ciągle jesteś szczurem. — Lily Tomlin
- Cokolwiek byś robił w wyścigu szczurów, to sukces jest niepewny, lecz jeśli nic nie robisz - pewna jest porażka. — Paul Ulasien